# Costa Noroeste de Cádiz
La Costa Noroeste de Cádiz es una de las seis comarcas de la provincia de Cádiz, en Andalucía. Está formada por la ciudad de Sanlúcar de Barrameda y las villas de Trebujena, Chipiona y Rota, así como la urbanización Costa Ballena. Limita con el océano Atlántico, el río Guadalquivir y las comarcas de la Bahía de Cádiz, el Área Metropolitana de Jerez, Aljarafe, el Bajo Guadalquivir y el Área Metropolitana de Sevilla. 
Es una zona que históricamente no ha tenido tanto control en su desarrollo como otras de su entorno, por lo que recientemente la Junta de Andalucía ha lanzado un Plan de Ordenación Territorial (POT)

## Municipios
| Escudo                  | Municipio               | Población (2022) | Superficie (km²) | Densidad (hab./km²) |
| ----------------------- | ----------------------- | ---------------- | ---------------- | ------------------- |
|                         | Sanlúcar de Barrameda   | 69.727           | 170,28           | 409,4               |
|                         | Rota                    | 29.491           | 84,01            | 351                 |
|                         | Chipiona                | 19.592           | 32,92            | 595,1               |
|                         | Trebujena               | 7.010            | 69               | 101,6               |
| Costa Noroeste de Cádiz | Costa Noroeste de Cádiz | 125.820          | 356,21           | 353,2               |

## Naturaleza
Una parte de los términos municipales de Trebujena y Sanlúcar incluyen territorios de las Marismas del Guadalquivir y gran parte del litoral de Sanlúcar y Chipiona constituye la Reserva de pesca de la desembocadura del Guadalquivir. En Sanlúcar además se enclava el Pinar de la Algaida-Marismas de Bonanza, enclave integrado en el Espacio Natural de Doñana.

## Divisiones
Los cuatro municipios forman parte de la Mancomunidad de Municipios del Bajo Guadalquivir, mientras que Rota está incluida además en la Mancomunidad de Municipios Bahía de Cádiz y Sanlúcar en la Mancomunidad de Municipios de la Comarca de Doñana. Sanlúcar de Barrameda es cabeza del partido judicial n.º 6 la provincia de Cádiz, que comprende además Trebujena y Chipiona. Rota es cabeza y único municipio del partido judicial n.º 11 de la provincia. 

## Historia
Todas sus poblaciones forman parte de la diócesis de Asidonia-Jerez, bajo la jurisdicción eclesiástica del obispado homónimo, sufragáneo del arzobispado de Sevilla. El territorio de esta comarca formaba parte del antiguo Reino de Sevilla y estuvo durante siglos bajo el poder jurisdiccional de la Casa de Medina Sidonia, bajo cuyo señorío se hallaban Sanlúcar y Trebujena, y de la casa de Arcos, que obtuvo más tarde Chipiona y Rota. La comarca de la Costa Noroeste de Cádiz coincide con la extensión geográfica originaria del Señorío de Sanlúcar.